# Orde Camaldulès
L'Orde de la Camàldula o dels camaldulesos és un orde religiós de tipus orde monàstic, reforma observant de l'Orde de Sant Benet dedicada a la vida purament contemplativa i eremítica. Va ésser fundada per sant Romuald cap al 1012 a Camaldoli (Toscana), prop de Florència. Els seus monjos posposen al seu nom les sigles O.S.B. Cam.

## Història

### Orígens
Cap al 1024, Romuald de Ravenna fundava el Sacro Eremo ("eremitori sagrat") de Camaldoli, a les muntanyes de la Itàlia central, prop de la ciutat d'Arezzo, amb la intenció de reprendre i integrar la dimensió solitària de la vida monàstica dels benedictins.
Una llegenda pietosa deia que Romuald va trobar un comte anomenat Maldolo, que havia tingut una visió on uns monjos amb hàbit blanc pujaven una escala que duia al cel. En veure que Romuald cercava un lloc per fundar-hi un monestir, li oferí ajut i li donà un camp, el Campus Maldoli o Camp de Maldolo, que esdevindria eremitori de Camaldoli. Després, el comte els donà un altre terreny proper, al peu de la muntanya, o fundà el monestir de Fonte Buono, que serviria com a infermeria i hostatgeria de Camaldoli.
Els dos establiments van donar origen al doble tarannà de l'orde, alhora eremític (Camaldoli) i cenobític (Fonte Buona), i que després desembocaria en la divisió de les dues branques. De fet, hom dubta que Romuald volgués fundar un nou orde, sinó reformar l'orde benedictí i crear-ne establiments on viure la Regla de Sant Benet incidint més en l'aspecte contemplatiu. Tot i això, a Camaldoli hi ha una regla modificada, les Constitucions del beat Rodolf, un hàbit distintiu, blanc, i una combinació de branques eremítica i cenobítica aliena als benedictins. L'orde s'obria, doncs, a la vida solitària dels ermitans i a la vida cenobítica o comuna. Fou un dels primers ordes a integrar a l'orde els germans conversos o llecs, potser prenent com a model el costum de Sant Miquel de Cuixà, on Romuald havia estat monjo.
L'orde camaldulès va ser aprovat l'any 1072 pel papa Alexandre II amb la butlla Nulli fidelium. El 1113 va ser reconegut com a branca autònoma de l'orde de sant Benet.

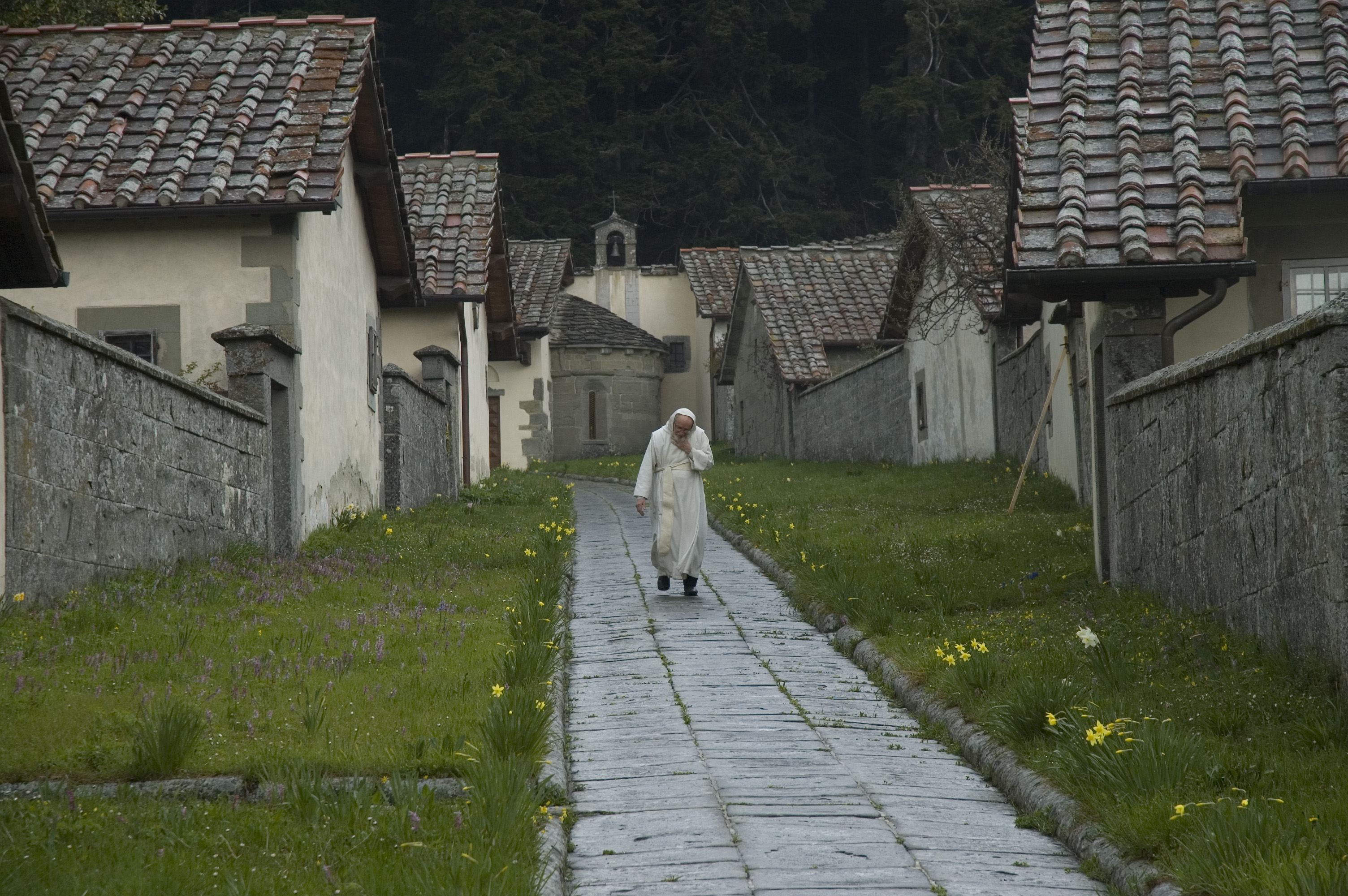
Cel·les de l'Eremo dei Camaldoli, casa mare de l'orde, i un monjo
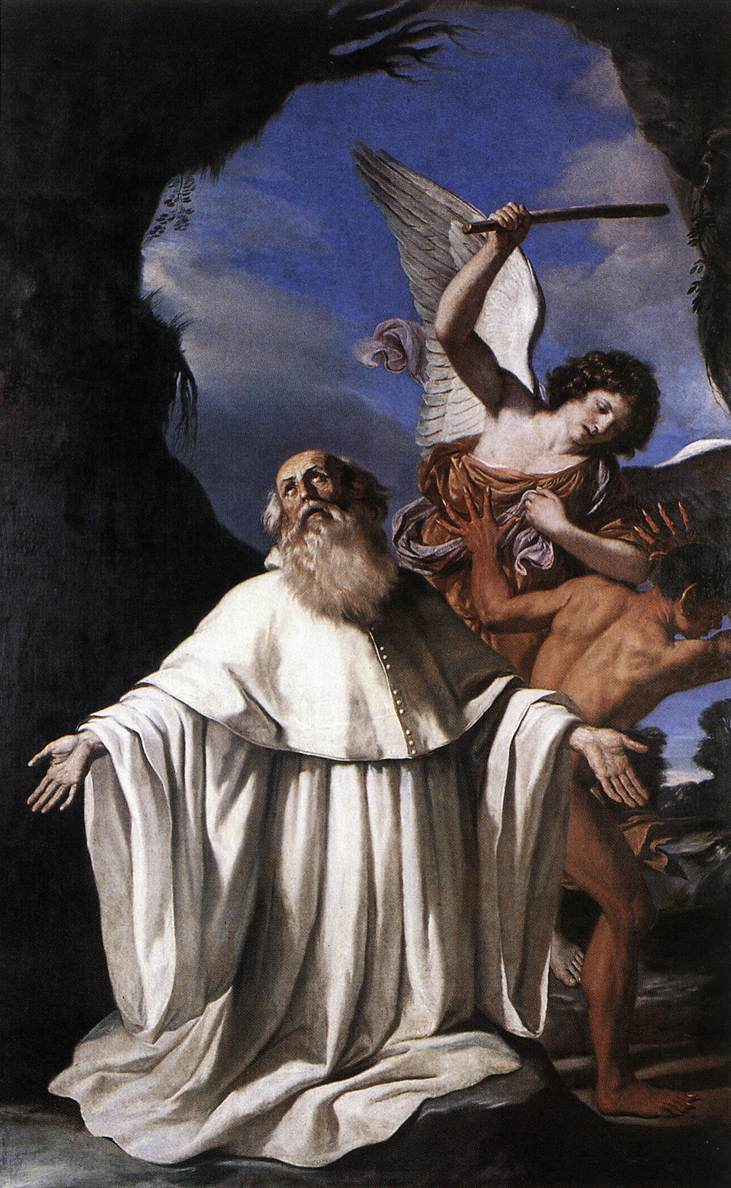
Sant Romuald ermità del Guercino, on es pot veure l'hàbit camaldulès
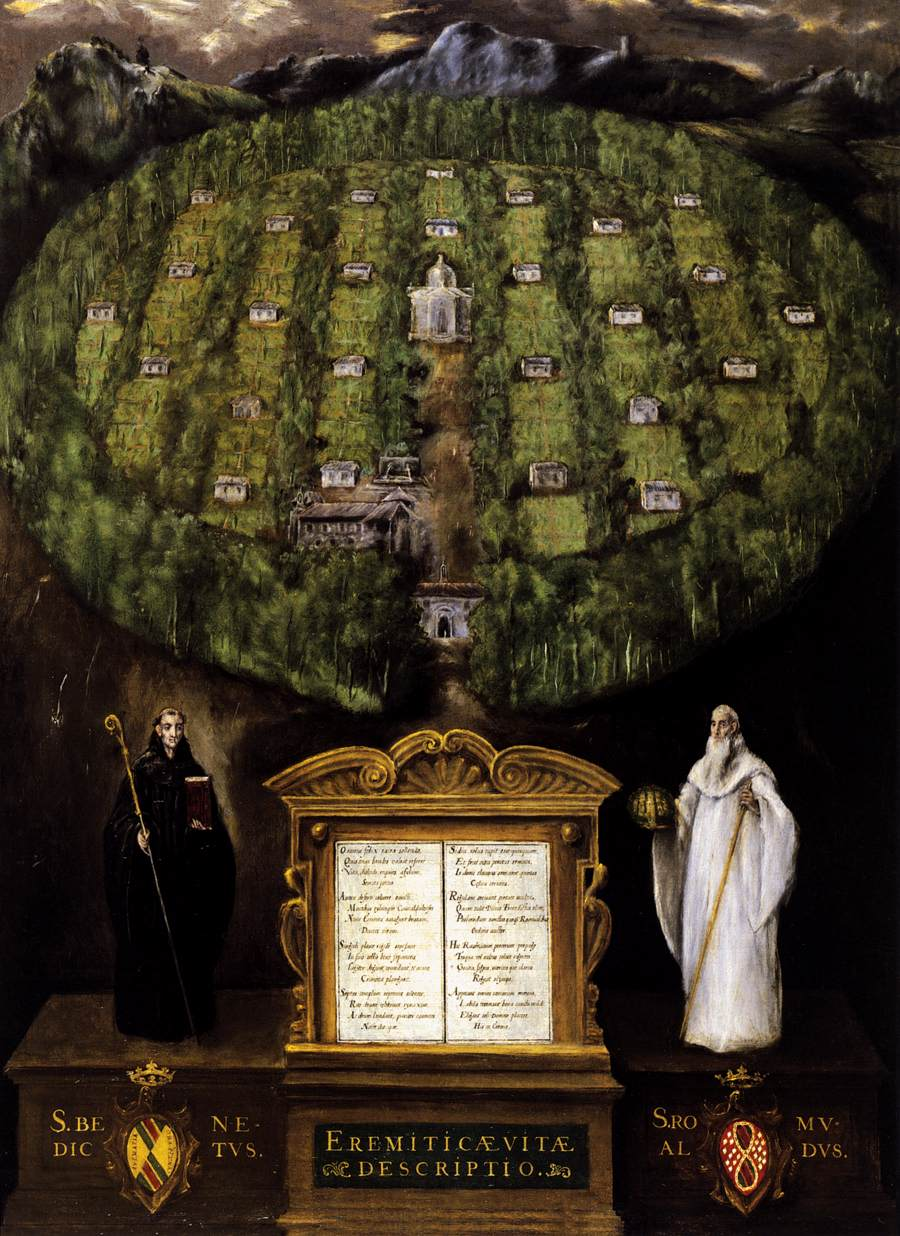
Al·legoria de l'Orde Camaldolès per El Greco, 1599-1600 (Madrid, Instituto Valencia de Don Juan); a sota, Sant Benet i Sant Romuald
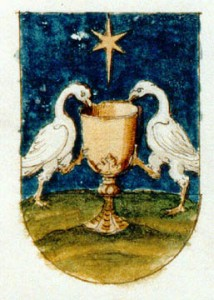
Escut de l'orde, en un còdex heràldic de Mòdena de 1605, dibuixat per Giacomo Fontana

### Expansió
En poc temps, van fundar-se ermites de camaldolesos i monestirs per tot Itàlia; quaranta-cinc anys després de la mort del seu fundador, quan ja existien nou agrupaments d'ermitans camaldulesos: Bibbiena (s. XII), Quarto di Firenze (San Giovanni Evangelista di Boldrone), Sant'Agata in via San Gallo (Florència), Pratovecchio, Sansepolcro (1137-1187), Città di Castello, Sant'Angelo di Rosciano, Bagno di Romagna (Forlì), etc. De mica en mica es va reforçar el component monàstic de la congregació, com també la formació cultural i teològica dels monjos.
Durant segles, els diferents monestirs i eremitoris es reconeixien part d'un mateix orde, amb el Sacro Eremo al cap, però es van originar diferents agrupacions (congregacions) autònomes, amb variants en l'aplicació de la regla, les constitucions i la seva direcció. La congregació "mare", l'única fins al segle xiii, fou l'anomenada Congregació Camaldulesa del Sacro Eremo, al voltant de Camaldoli.

### Separació de les congregacions
En 1249, el monestir de San Mattia (Murano) va adoptar una mitigació de la regla que després es va estendre a altres cases, formant la Congregació de Murano, de tipus cenobític. A partir de 1434 es van donar un seguit de conflictes d'interessos entre les dues congregacions que acabaren, en 1513 i sota el priorat d'Ambrogio Traversari, amb la unió efectiva de les dues, formant la Congregació del Sacre Eremitori i de San Michele de Murano, que tornava a agrupar els eremitoris de Camaldoli i els monestirs dependents de Murano, mantenint aquests alguns privilegis; en 1569, Pius V va suprimir definitivament la diferenciació dels monestirs, desapareixent la congregació de Murano com a ens jurídic.
Al segle xv, alguns monestirs van destacar en les tendències humanistes del Renaixement: Santa Maria degli Angeli (Florència) i San Michele di Murano (Venècia), van ésser centres d'espiritualitat, investigació teològica i cultura. El pintor Lorenzo Monaco i els humanistes Ambrogio Traversari, superior general, Mariotto Allegri o el cosmògraf Fra Mauro van ésser monjos camaldulesos figures importants en la cultura del moment. Llavors, llevat de Camaldoli, els eremitoris de l'orde havien gairebé desaparegut i els monjos vivien gairebé exclusivament en monestirs, molts d'ells urbans. Paolo Giustiniani va voler recuperar la dimensió eremítica de l'orde; cap al 1516-1519 va crear-se una nova congregació d'eremitoris, en principi dependents de Camaldoli i amb observança rigorosa de la regla original i que donà origen a la Congregació d'Eremites de Monte Corona, reconeguda en 1524, sota el priorat de Pietro Delfino, es va separar de l'orde una branca eremítica. Entre 1540 i 1541, Monte Corona i Camaldoli van reunir-se, però tornaren a separar-se; unides en 1634 per Urbà VIII, en 1667 tingué lloc la separació definitiva, encara vigent.
La supressió de l'Orde de Fonte Avellana en 1569, els monestirs de la qual van passar a l'orde camaldolès, va enfortir l'orde, com la incorporació de San Gregorio in Celio (Roma) a la congregació (1573). L'orde semblava més unit que mai, però cap al 1602, Alessandro Ceva, que havia fundat alguns monestirs al Piemont, va fundar un eremitori del que van dependre d'altres, amb prou autonomia respecte Camaldoli, que va originar la Congregació de Torí, absorbida al segle xviii pels Eremites de Monte Corona.
En 1616, les diferències entre les branques d'anacoretes i cenobites s'havien tornat a accentuar en 1626 les dues congregacions primeres, les del Sacre Eremitori i la de San Michele de Murano, van tornar a separar-se. Poc després, el prevere de Lió Boniface d'Antoine va obtenir l'autorització del rei Lluís XIII de França per fundar eremitoris camaldulesos a França; el primer monestir fou el de Bothéon, en 1631. Altres fundacions van fer-se, però la llicència reial obligava que el general de l'orde fos francès, per la qual cosa es formà una congregació separada de les italianes, la Congregació de Notre-Dame de la Consolation, aprovada en 1634. Estesa a França, alguns membres destacats es van adherir a les idees jansenistes i la congregació fou suprimida en 1770.

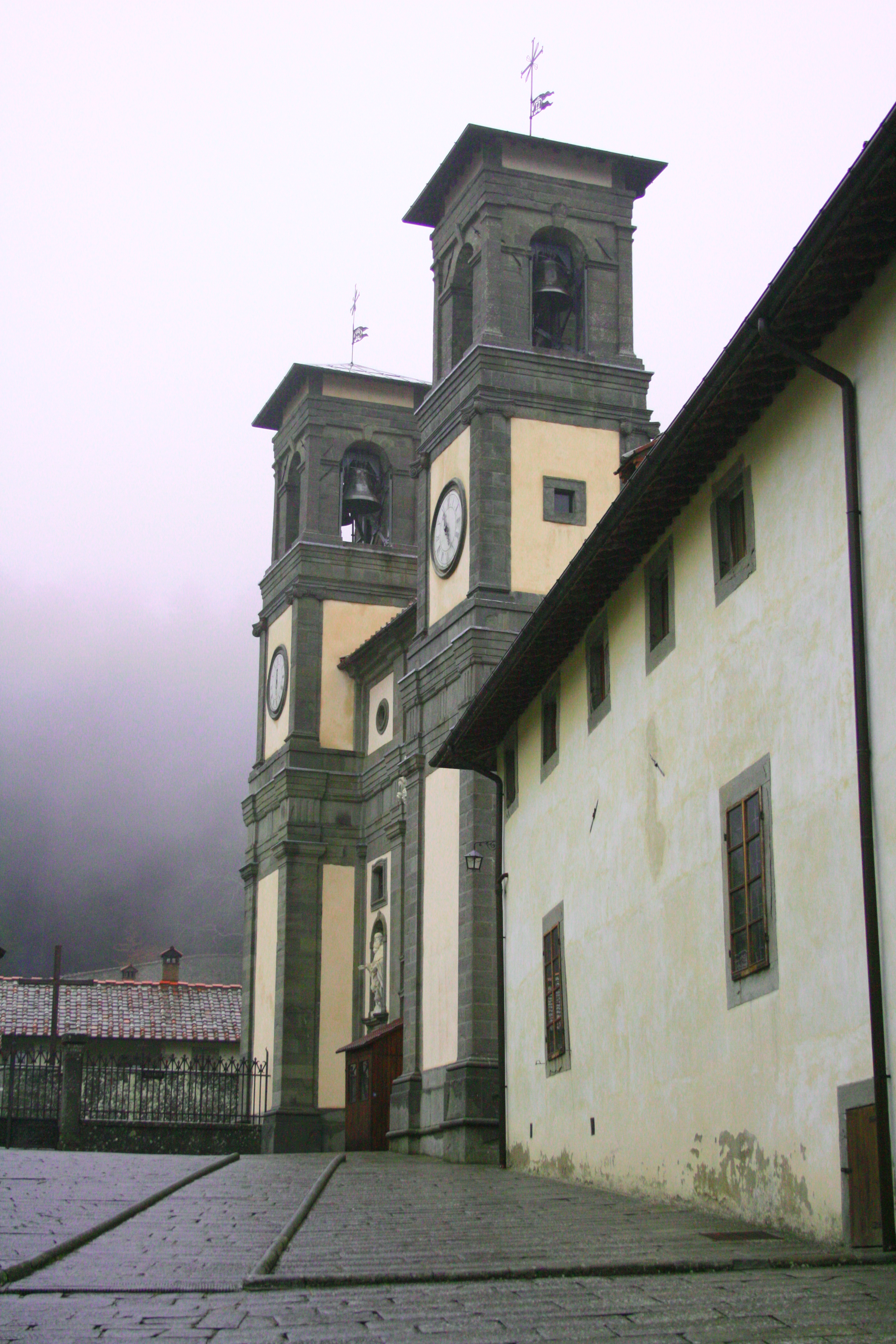
Església de l'Eremo di Camaldoli
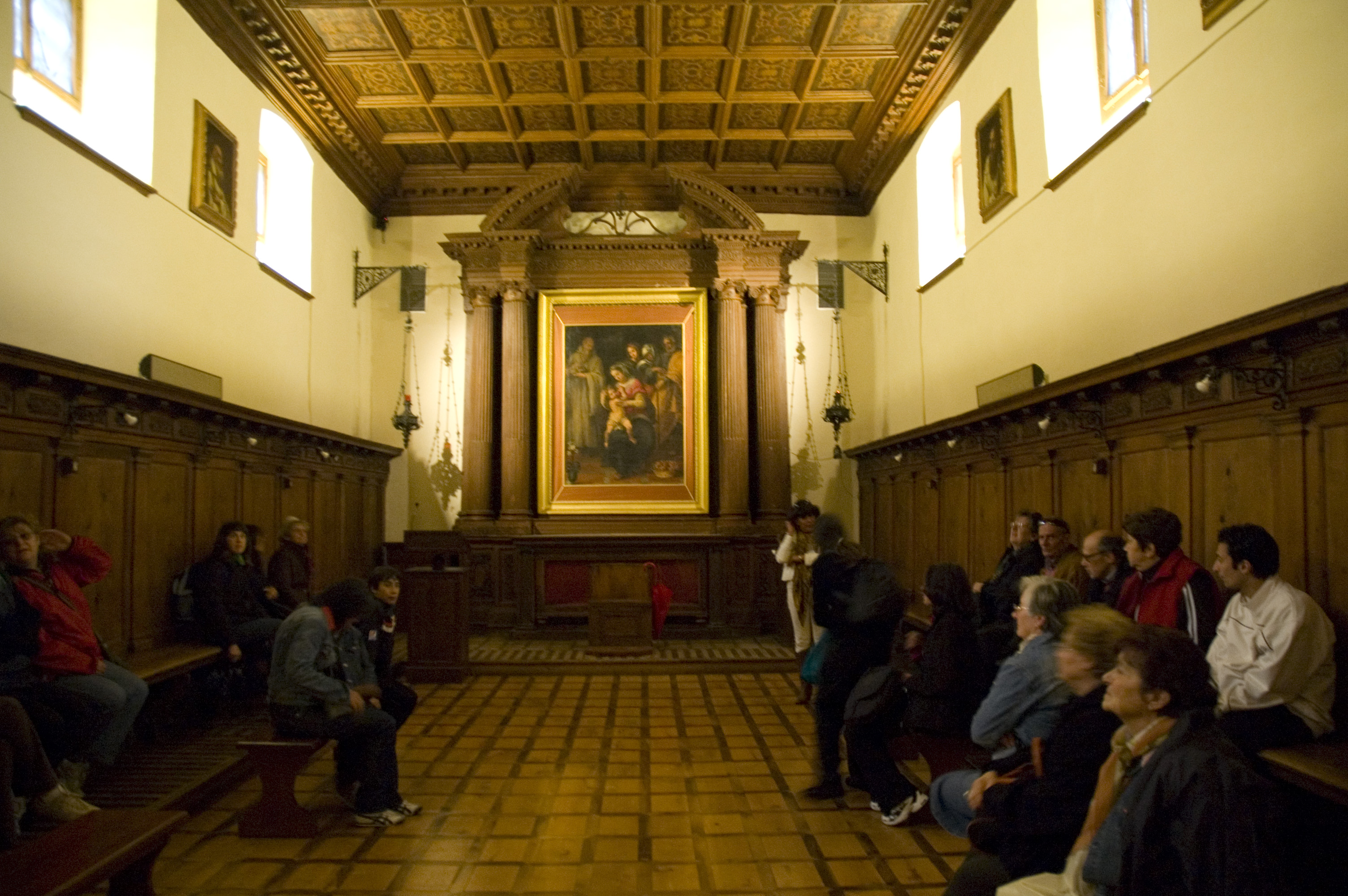
Sala capitular de Camaldoli
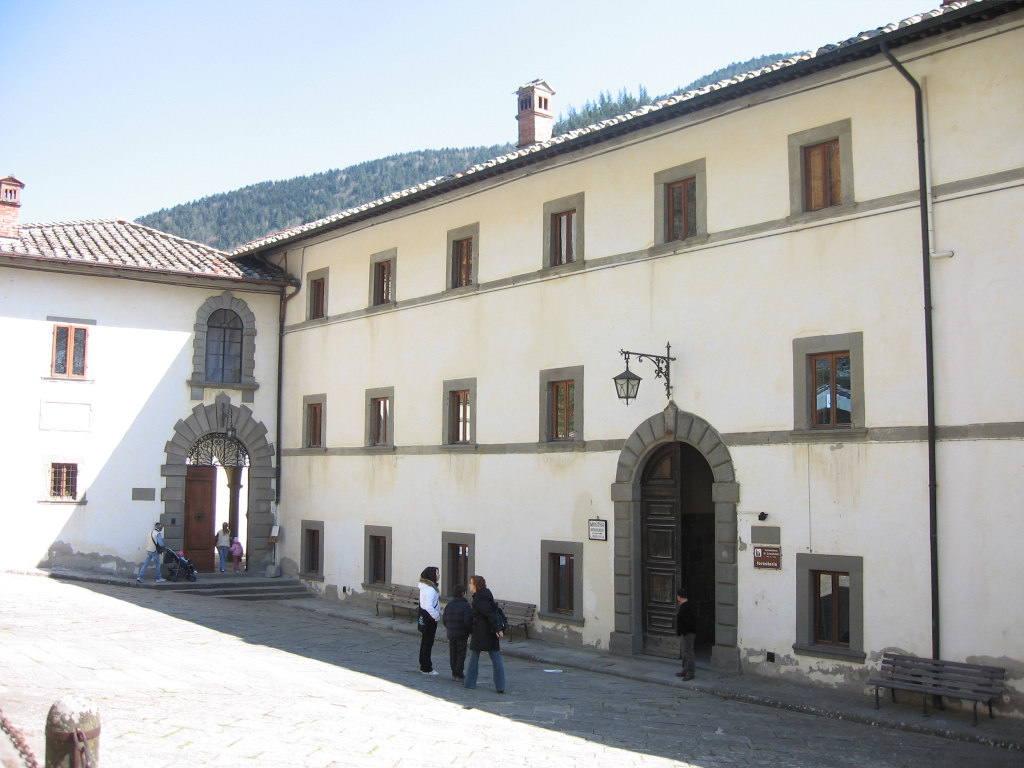
Monestir de Camaldoli
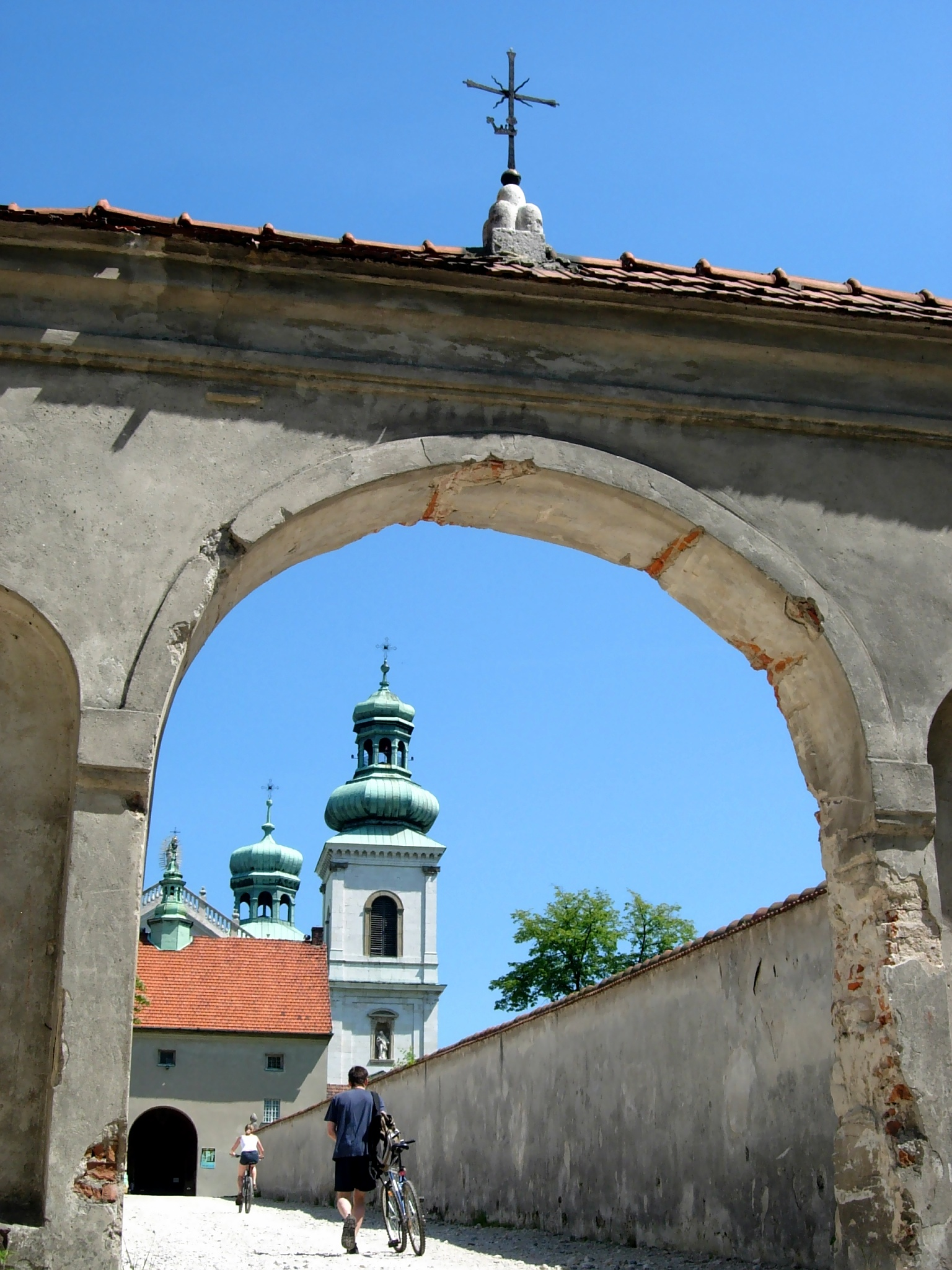
Santa Maria de Cracòvia, monestir camaldulès
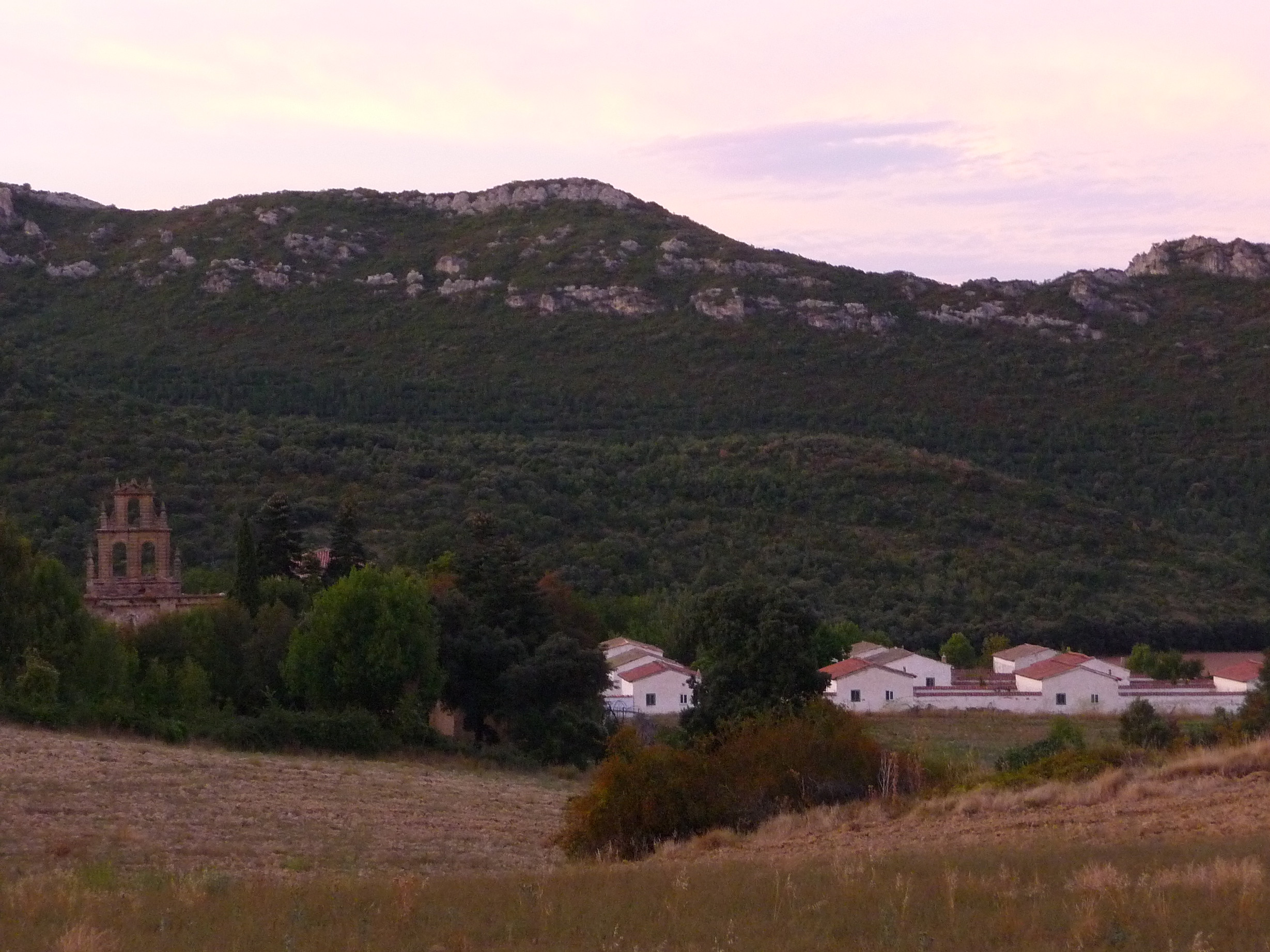
Eremitori i monestir de Santa María de Herrera (Burgos), pertanyent a la Congregació de Monte Corona
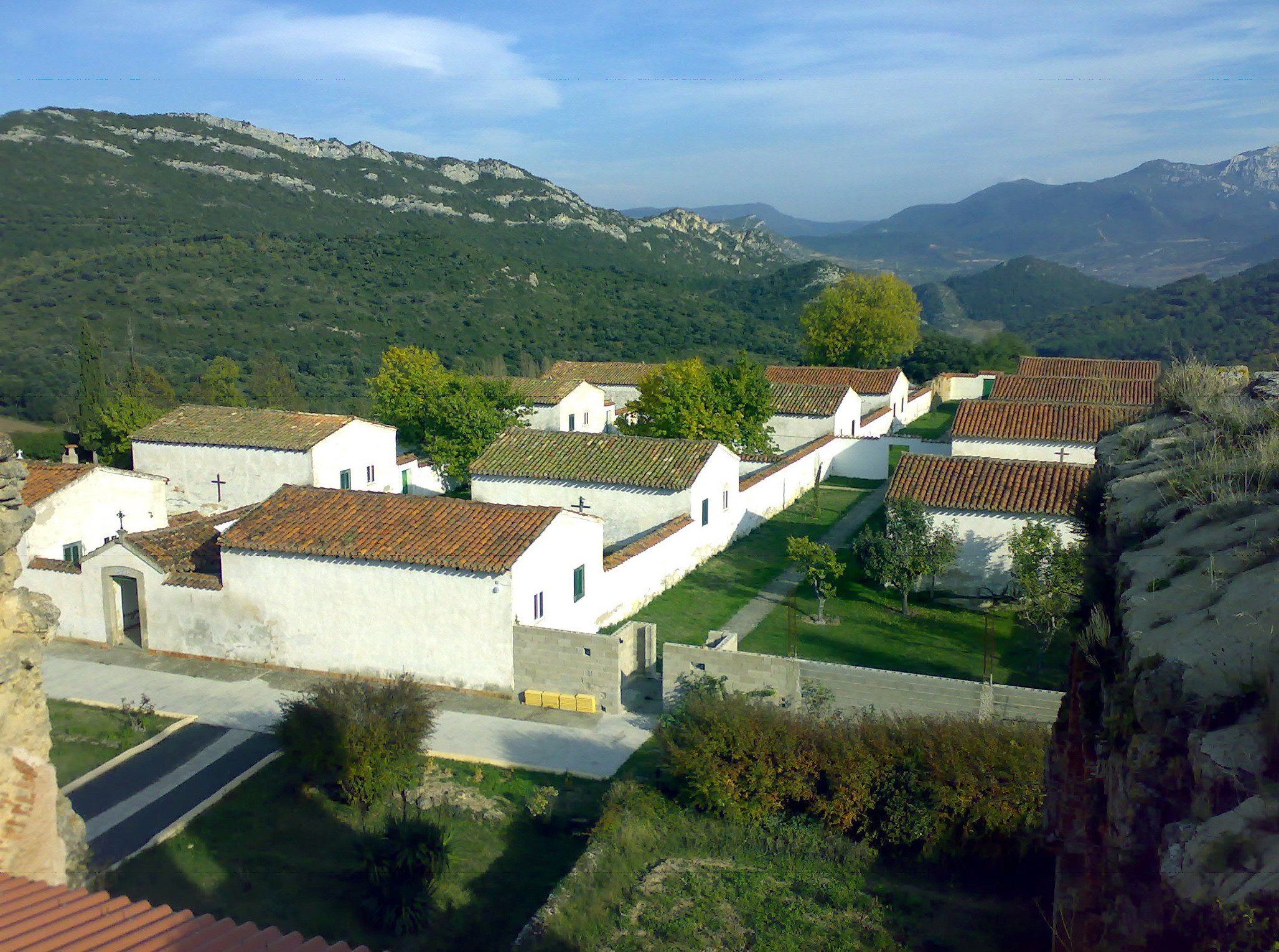
Cel·les de Santa María de Herrera (Monte Corona)

### Segles XIX i XX
Les dues branques continuaren la seva activitat fins que en 1810, Napoleó I, i l'estat italià en 1866, van suprimir els ordes monàstics. Cap al final del XIX, els camaldulesos que quedaven de la branca monàstica van acceptar la crida d'un bisbe brasiler i marxaren a obrir una comunitat entre la colònia d'immigrants italians del Brasil. El centenari de Sant Romuald, en 1927, va marcar l'inici de la col·laboració entre les dues branques camalduleses. Des de 1935, les dues congregacions es consideren autònomes, però part d'un mateix orde, almenys en el pla espiritual:
- La Congregació Benedictina dels Monjos Eremites Camaldulesos, branca mixta cenobítica i eremítica, amb seu a Camaldoli.
- La Congregació dels Eremites Camaldulesos de Monte Corona, branca semieremítica continuadora del grup d'eremites de Paolo Giustiniani. Els monjos d'aquesta branca viuen en ermites separades, com els cartoixans, i normalment tenen un nombre molt petit de monjos.

En 1965, la branca cenobítica s'integrà a l'Orde de Sant Benet com a congregació autònoma. Els eremites, al contrari, no són membres de la Confederació Benedictina, tot i que segueixen la Regla de Sant Benet.

## Regla
No hi ha una regla escrita pel fundador, els ensenyaments del qual es transmeteren oralment. La seva intenció era introduir en occident l'ideal de vida eremítica dels Pares del Desert orientals; segons sant Pere Damià, "convertir el món sencer en un eremitori, i que les multituds de gent participessin de l'orde monàstic". La combinació de vida eremítica i cenobítica era inusual a occident; la vida del monjo es desenvolupava en cel·les separades, amb un oratori o capella on es farien els oficis en comunitat, l'ofici diví i la missa.
La regla era molt austera. Diàriament s'havia de recitar tot el saltiri, es feien dues quaresmes l'any (una abans del Nadal) amb abstinència completa (només s'hi permetia pa i aigua) llevat dels diumenges. La resta de l'any, el dejuni es feia cada dia llevat de dijous i diumenges, que es permetia menjar fruita i verdures. Cap al 1080, la regla fou posada escrita pel beat Rodolf I, quart prior de l'orde, amb algunes mitigacions que la feien més suau: es permetia trencar el dejuni de pa i aigua tots els dijous i en sis festes litúrgiques, on es permetia el peix i el vi. Alguns dies es permetia que es fes el dinar en comunitat. L'observança del silenci, que era absolut amb Romuald, va ésser menor en la nova regla, i només era absolut en les quaresmes i els dies d'abstinència; els altres dies, s'observava entre vespres (al vespre) i la missa conventual (a mig matí).
La regla de Rodolf introdueix la separació dels monestirs i els eremitoris, cadascun amb un tipus de vida diferenciat i autònoms entre si, i no considerant-los com una unitat amb dos "mòduls". En les constitucions per als monestirs cenobítics, se segueix la Regla de Sant Benet estrictament, amb tot el rigor possible. En 1085 i 1188 es donaren noves constitucions, més suaus que les de 1080; a partir de llavors, la tendència va ésser d'anar suavitzant-les cada cop més, com a les de 1249 i 1253, del prior Martí III, i les de 1328.
Avui, la regla de Camaldoli reté part del rigor primitiu: només es permet menjar carn als malalts i cada divendres es fa dejuni de pa i aigua; els àpats es fan individualment, a la cel·la, llevat de les grans solemnitats, i sempre en silenci. S'observen dues quaresmes en les quals no es prenen lactis ni ous. Les hores de l'ofici diví es fan en comunitat a l'oratori. Entre les hores de pregària, els monjos estudien o fan treball manual, i cadascú té la seva horta que ha de conrear. Només després del dinar hi ha una hora de recreació, on el monjo pot disposar lliurement del temps: dos o tres cops la setmana es permet xerrar en aquesta hora de recreació, i poden sortir a passejar fora de l'eremitori.

## Activitat i difusió
Avui, la Congregació Benedictina dels Monjos Eremites Camaldulesos té onze comunitats masculines a Itàlia, Polònia, França, Hongria, l'Índia, el Brasil, Àustria, Estats Units (1958) i Tanzània, amb uns cent quaranta monjos.
Els Eremites de Monte Corona tenen nou comunitats a Itàlia, Espanya, Estats Units, Polònia, Colòmbia i Veneçuela, amb una cinquantena d'ermitans en total.

## Branca femenina
La primera comunitat femenina camaldulesa fou fundada pel beat Rodolf en 1086 a San Pietro di Luco, a Mugello (província de Florència). El 1616, quan la congregació de San Michele di Murano se separà, hi havia vuit monestirs femenins d'aquesta congregació, a més d'altres directament dependents dels bisbes.
Avui n'hi ha disset monestirs, com Sant'Antonio Abate de Roma o San Maglorio de Celle di Faenza o Pratovecchio, el més antic de tots.